# Peer Borsky
Peer Borsky, né le 5 novembre 1990 à Zurich, est un escrimeur suisse. À partir de 2012, il est membre de l'équipe nationale suisse et appartient au club d'escrime de Zurich.

## Palmarès
- Championnats du monde
  -  Médaille de bronze par équipes aux championnats du monde 2014 à Kazan[1]

- Épreuves de coupe du monde
  -  Médaille d'argent en individuel à la Coupe du monde de Doha sur la saison 2014-2015[2]
  -  Médaille d'or par équipes à la Coupe du monde de Paris sur la saison 2013-2014[réf. souhaitée]
  -  Médaille d'or par équipes à la Coupe du monde de Heidenheim sur la saison 2013-2014[3]

- Championnats suisses
  -  Médaille d'argent en individuel aux championnats de Suisse 2013 à Bienne[réf. nécessaire]
  -  Médaille d'argent par équipes aux championnats de Suisse d'escrime 2013 à Bienne[réf. nécessaire]
  -  Médaille de bronze en individuel aux championnats de Suisse 2011 à Bienne[4],[5]